# Love It to Death
Love It to Death - En español: Amarlo hasta la muerte - es el tercer álbum de la banda de hard rock y glam rock estadounidense Alice Cooper, lanzado a través de Straight Records y Warner Bros. Records. Fue producido por Bob Ezrin y lanzado el 9 de marzo de 1971.   
Contiene el exitoso sencillo "I'm Eighteen", lanzado antes del álbum, y se convirtió en su tema más famoso hasta ese momento. El éxito de la canción, que llegó al puesto 21 en las listas a finales de 1970, impulsó a Warner a producir un álbum completo para la banda.  
El álbum llegó a puesto 35 de la lista Billboard 200, y su segundo sencillo Caught in a Dream, al puesto 94. Así mismo el álbum fue certificado con platino por sus buenas ventas.  
Con el paso de los año, el álbum ha sido citado como importante influencia para otras artistas y bandas de los 70, 80 y en adelante. Fue ubicado en el puesto 460 de la lista de los 500 mejores álbumes de todos los tiempos según Rolling Stone.

## Canciones
1. "Caught in a Dream" (Michael Bruce) – 3:10
2. "I'm Eighteen" (Alice Cooper, Glen Buxton, Bruce, Dennis Dunaway, Neal Smith) – 3:00
3. "Long Way to Go" (Bruce) – 3:04
4. "Black Juju" (Dunaway) – 9:11
5. "Is It My Body" (Cooper, Buxton, Bruce, Dunaway, Smith) – 2:39
6. "Hallowed Be My Name" (Smith) – 2:29
7. "Second Coming" (Cooper) – 3:04
8. "Ballad of Dwight Fry" (Cooper, Bruce) – 6:33
9. "Sun Arise" (Harry Butler, Rolf Harris) – 3:50